# Janus Djurhuus
Janus Djurhuus, egentlig Jens Hendrik Oliver Djurhuus, almindeligvis forkortet til J.H.O. Djurhuus ( 26. februar 1881 – 31. august 1948) var den første moderne digter på Færøerne.

## Biografi
Jens Hendrik Oliver var født i Tórshavn som søn af Óla Jákup Djurhuus og Else Marie (født Poulsen fra Hósvík). Hans to år yngre bror Hans Andrias Djurhuus blev også en berømt færøsk digter, men helt anderledes. Man siger, at Janus er den mest respekterede digter på Færøerne, mens Hans Andrias stadig er den folkekæreste. Janus var gift med Anna Kathrine Sofie Christiansen, men ægteskabet blev opløst.
Han udviste tidligt en usædvanlig begavelse og læste allerede i realskoletiden latin og græsk. Hans sans for hans modersmål blev efter sigende vækket, da han i skolen hørte en af sine skolekammerater, den senere provst Jákup Dahl, oplæse digtet "Nú er tann stundin..." af poeten og nationalforkæmperen Jóannes Patursson.
Janus Djurhuus fik sin præliminæreksamen i 1897 og rejste derpå til Danmark for at gå på latinskole. Han opholdt sig først i København, men flyttede kort derefter til Rønne på Bornholm, hvor hans mentor, Emil Bruun, var blevet præst.
Janus Djurhuus fik sin studentereksamen i 1900, og året efter debuterede han med digtet Blíð er summarnátt á Føroyalandi i bladet Tingakrossur. I 1911 blev Djurhuus cand. jur. og virkede siden som sagfører både i Danmark og på Færøerne. I 1914 udkom hans første digtsamling: Yrkingar (digte).
Siden gik det slag i slag. Det blev til fem digtsamlinger og en række oversættelser af græske digtere, hvoraf den mest betydningsfulde var oversættelsen af Homers Iliade (Ilionskvæði på færøsk). Man fortæller på Færøerne, at da et græsk skib på et tidspunkt anløb Tórshavn, gik Janus Djurhuus om bord og spurgte efter kaptajnen. Da han kom på dæk, begyndte Djurhuus at recitere Odysseen – på oldgræsk og udenad. Kaptajnen, som selv var litterært dannet, studsede et øjeblik, før han begyndte at stemme i.
Da Janus Djurhuus døde i 1948, forelå der over 200 digte og poetiske oversættelser fra hans hånd.
Den klassiske oldtidslitteratur og hans kundskaber i græsk og latin gennemsyrer Janus Djurhuus poetiske værker. Men også tidens nationalromantiske strømninger, hans forkærlighed for det færøske sprog og kendskabet til den oldnordiske litteratur har gjort ham til Færøernes ubestridt største digter – faderen til den moderne færøske poesi.

## Digtet:Min sorg
Som eksempel anføres her digtet Mín Sorg. Den danske oversættelse er fra Anker Eli Petersen 2004 for sin frimærkeudgave. Digtet blev offentliggjort for første gang i tidsskriftet Búreisingur den 15. juli 1902 (1. årg., nr. 4, s. 131 kilde). Det udkom også i digtsamlingen Yrkingar i 1914.
| Mín sorg er ein kvinna so marmorbleik, hon stendur á brimbørdum strondum, hon hoyrir stormanna villa leik og dans á fjallbygdum londum. Tá flagsar í vindinum náttmyrka hár, og snarljós úr eygunum fljúgva: "hvat leingi vilja tit, vónleysu ár, sum svangir ormar meg súgva? Statt upp, bleiki vinur, úr vátu grøv, og kvøð um tær følnaðu urtir, og dansa við mær yvir stynjandi høv, til vit hvørva í mjørkanum burtur. Tá skalt tú mær kvøða so trølsligt eitt ljóð sum dvørgur í homrunum grætur, sum fylgjan í gjáunum grenjar óð tær stormandi vetrarnætur. Tá skalt tú mær spæla so trølsligt eitt lag sum norðlanda ódnar náttin, tá ravnurin høgt í berginum kvað yvir manni, sum oman er dottin." Mín sorg er ein kvinna so ísnandi køld, eitt marmorbleikt andlit at skoða, ein vølva, sum úr eini horvnari øld vil frá eini komandi boða. | Min sorg er en kvinde så marmorbleg, som venter på hærgede strande og lytter til stormenes vilde leg, og dans over bjergrige lande. Vinden pisker det natmørke hår, Øjne som lynende storme: "hvor mange flere fortvivlede år skal suge mit sind som orme? Stå op, blege ven, fra den våde grav og syng om de falmende ris, dans med mig over det stønnende hav ind i den dulmende dis. Da skal du synge et troldagtigt kvad som dværge der græder i bjerge, som fylgjen rasende hyler i kløfter mens vinterstormene hærger. Da skal du spille et troldagtigt kvad som nordvindens stormende stød, som ravnen oppe i bjergene kvad over manden som faldt i sin død." Min sorg er en kvinde så isnende kold, et marmorblegt ansigt at se, en vølve som fra en svunden tid, bebuder hvad der skal ske. |  |

"Mín Sorg" er i 1999 udgivet med sang og komposition af Stanley Samuelsen på hans debutalbum fra 1999 "Um eg kundi kvøðið"

## Værker
- 1914 – Yrkingar. Hitt føroyska Studentafelagið. – 76 s. (digte)
  - 1923 – Yrkingar. Hitt føroyska Studentafelagið. – 128 s (2. udgave)
- 1938 – Platon: Symposion – Gorgias (oversættelse). – København: Føroyingafelag í Keypmannahavn. – 125 s.
- 1938 – Nýggjar yrkingar. Hitt føroyska Studentafelagið. – 110 s. (nye digte)
- 1941 – Carmina. – Tórshavn: H. N. Jacobsens Bókahandil. – 72 s.
- 1941 – 10 yrkingar = 10 Digte; danske Overs. af Poul P. M. Pedersen. – København: Munksgaard. – 35 s.
- 1944 – Moriendo. – Tórshavn: Norrøna forlagið. – 64 s.
- 1945 – Poems from the Faroese of J.H.O. Djurhuus; translated by Stephen Wilkinson, G. M. Gathorne Hardy. – Kendal: The Society by Titus Wilson and son, – 5 bl.
- 1961 – Yrkingar í úrvali. – Tórshavn: Hitt føroyska Studentafelagið, 1961. – 135 s. (udvalg ved Karsten Hoydal)
- 1967 – Homer: Ilionskvæði (oversættelse af Iliaden til færøsk). – Tórshavn: Mentunargrunnur studentafelagsins. – 484 s.
- 1969 – Homer: Hector og Andromake (oversættelse). – København: Mentunargrunnur studentafelagsins. – 8 s.
- 1979 – Færøyske dikt; norsk omdikting ved Ivar Orgland. – Oslo: Fonna Forlag. – 325 s.
- 1988 – Yrkingar 1898-1948. København: Mentunargrunnur studentafelagsins. – 439 s.
- 2001 – Ingálvur av Reyni: I av Reyni : 25 akvareller = 25 vatnlitamyndir; J.H.O. Djurhuus, digte; tilrettelæggelse: Erik Fey og Bárður Jákupsson; oversættelse: Poul P.M. Pedersen og Gunnar Hoydal. – Hjørring : Atlantia. – 54 s.

På Eivør Pálsdóttirs debutalbum fra 2000 findes bl.a. en sang med titlen Randaðu rósur (omkransende roser). Teksten er efter J.H.O. Djurhuus.